# Wilfred Kirochi
Wilfred Kirochi, född den 12 december 1969, är en kenyansk före detta friidrottare som tävlade i medeldistanslöpning.
Kirochis främsta merit är silvermedaljen på 1 500 meter vid VM 1991 i Tokyo bakom Algeriets Noureddine Morceli.

## Personliga rekord
- 1 500 meter - 3.32,49 från 1992